# Едвард Гріг

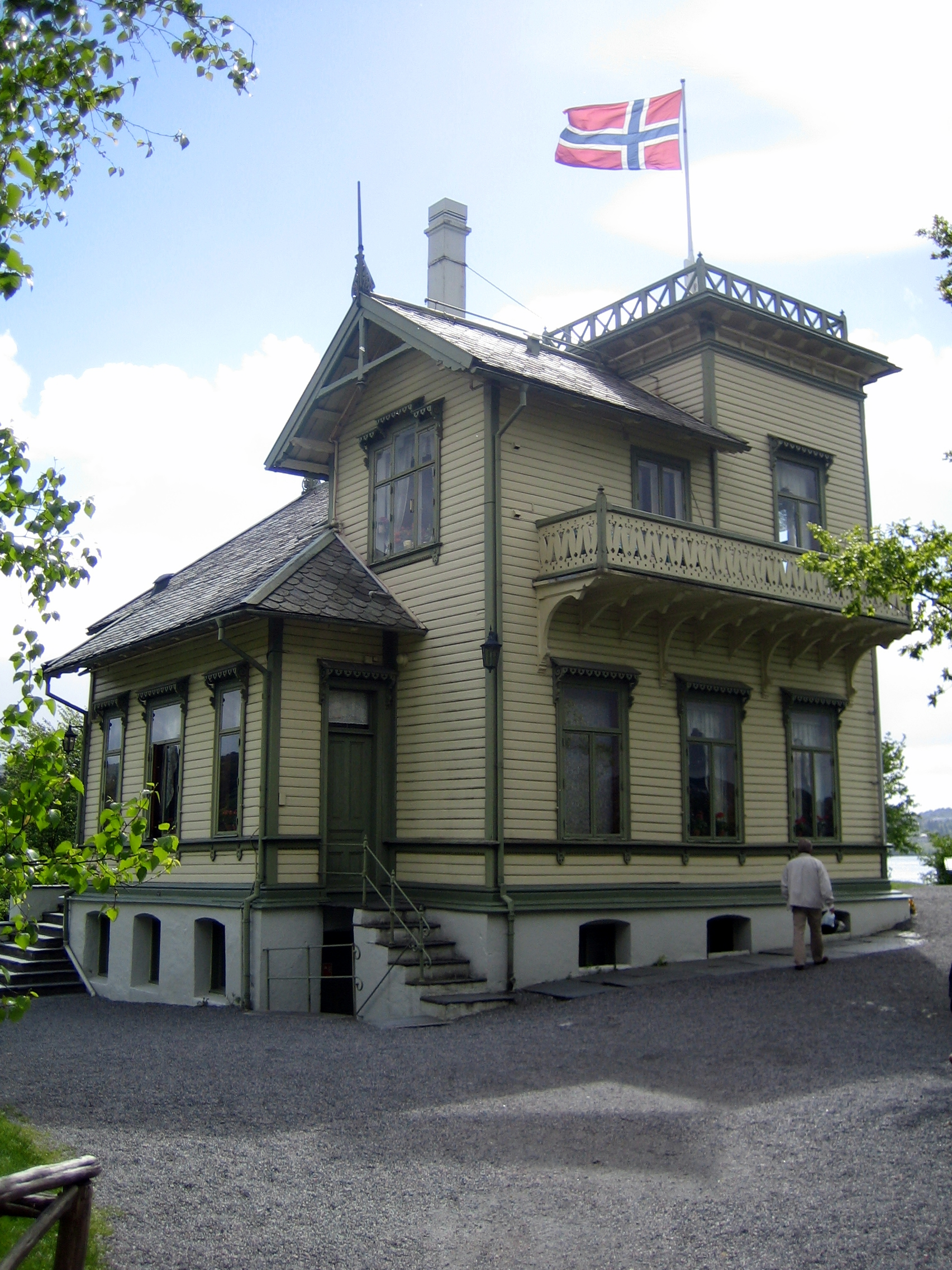
«Тролльхауген», будинок-музей Едварда Гріга

Е́двард Га́геруп Гріг (норв. Edvard Hagerup Grieg; 15 червня 1843, Берген, Норвегія — 4 вересня 1907, там само) — норвезький композитор періоду романтизму, музичний діяч, піаніст, диригент, основоположник норвезької професійної композиторської школи.

## Біографія

### Дитинство. Навчання в консерваторії.
Едвард Гріг походить із Бергена — другого за значенням міста Норвегії після столиці Осло, порту із давньою історією. Берген відомий мистецтвом народних скрипалів — гардингфелерів. На основі народної музики виникла професійна школа скрипалів, засновником якої був Уле Булль.
Народився Гріг 15 червня 1843 р. в невеликому будинку біля рибного базару, на старій вулиці Странгатен. Усього в сім'ї народилося три доньки — Марен (1837 р.н.), Інгебьорг Бенедикта (1838 р.н.) та Елізабет Кімбел (1845 р.н.) і двоє синів — Йон (1840 р.н.) та Едвард.
Засновником норвезької лінії Грігів був шотландський емігрант Александр Гріг (1739—1803). Успішно займався торгівлею та був призначений англійським консулом — цю посаду успадкували його син Йон Гріг та онук Александр Гріг (1806—1875), батько композитора. Він одружився з Гезіні Хагеруп (Gesine Judithe Hagerup), донці губернатора та парламентаря Едварда Хагерупа.
Прадід Нільс Хаслунн (батько Марен Регіни Хаслунн, дружини Йона Гріга) у 1765 р. організував першу міську музичну спілку «Гармонія». Гезіна Хагеруп була талановитою піаністкою, навчалася в Гамбурзі під керівництвом Альберта Метфесселя. Влаштовувала домашні музичні концерти та брала участь у виступах спілки «Гармонія». Вдома виконували твори Моцарта, Глюка. Музиці систематично навчали всіх дітей в родині Гріга. Старший брат Йон Гріг був віолончелістом, навчався у Лейпцизькій консерваторії. Едварда матір почала вчити грі на фортепіано з шести років. За спогадами композитора, матір була вимогливою вчителькою, «Але моя нерозважлива схильність до мрій вже тоді почала створювати мені ускладнення, які й потім переслідували мене довго-довго. І якби не успадкував я від матері, окрім музичної обдарованості, ще непереборну енергію, мені, мабуть, так ніколи б і ні в чому не вдалося перейти від мрій до справи». Едвардові передалося материне захоплення музикою Моцарта — у подальшому він переробляв сонати Моцарта для двох фортепіано, написав декілька літературно-критичних статей про композитора.
У 1858 році батьків Гріга на літній дачі в маєтку Ландос відвідав скрипаль Уле Булль. Він ознайомився з імпровізаціями Едварда та висловив думку, що юнакові варто продовжити навчання в Лейпцигу.
У Лейпцизькій консерваторії Едвард провчився чотири роки і згадував цей час без симпатії: «Консерваторія абсолютно нічому не навчила мене» — писав він перебільшено у листі до голландського композитора Ю. Рьонтгена. У той час в консерваторії панував догматизм, педантичне наслідування класичних творів та зазубрювання теорії. Російський композитор Даргомижський у 1864 р. відвідав Німеччину та писав наступне про лейпцизьких професорів: «нашу музику…збираються виконувати, але вони розуміють в ній тільки один бік — фактуру. Національність для них недосяжна. Між ними навіть є такі відсталі, які приймають певні наші гармонійні особливості за брак музичної освіти… Втім, де ж і бути консерваторам, якщо не в консерваторіях?..» Про викладання Ернстом Ріхтером гармонії та контрапункту Едвард писав: «Я виходив з тих помилкових уявлень, що композиція має перш за все звучати гарно. Для Рихтера ж, навпаки, сутність справи полягала в правильному вирішення арифметичного завдання».
Серед викладачів більш близьким Грігові виявився Моріц Гауптман — теоретик-бахознавець. Рутинне академічне виховання гри на фортепіано Луї Пледі не задовільнило Гріга, і він домігся переводу до класу Ернста Фердинанда Венцеля, Ігнаца Мошелеса. Мошелес був знаним шанувальником Бетховена, своїм учням він не пояснював словами, а показував власним виконанням особливості творів. Венцелю Гріг присвятив свої перші опубліковані п'єси.
Також Едвард регулярно відвідував публічні концерти, особливе враження справило виконання Шумана та Шопена Кларою Шуман. Від Шумана Гріг переймав програмність творів, перетворюючи п'єсу на певну розповідь, а також стилістичні інтонації.
Навесні 1860 р. юнак переніс важкий плеврит — ліва легеня залишилася ураженою на все подальше життя. Незважаючи на слабкість та поради лікарів, повертається до навчання.
Три п'єси 1860 р. були присвячені Терезі Берг — піаністці, донці шведського комерсанта, шанувальника музики. Її родина мешкала в містечку Карлсхамн і приймала Гріга під час його поїздок з Лейпцига додому. Тут 18 серпня 1861 року відбувся перший публічний концерт Гріга — виконував твори Шумана, Мендельсона та Мошелеса. Концерт отримав схвальну рецензію в місцевій газеті. Навесні 1862 р. завершив навчання та отримав диплома з високими оцінками, рекомендаціями педагогів.

### 1860-ті. Робота в Крістіанії.
Едвард Гріг повертається в Берген, 21 травня 1862 року успішно відбувся його перший творчий вечір. Проте музикант відчував потребу продовжити навчання, подає клопотання королю на отримання стипендії для освіти за кордоном — та отримує відмову. За деякий час Едвард виїжджає до Копенгагена, його творчим керівником стає Нільс Вільгель Гаде (1817—1890) — композитор-романтик, лідер «північної» скандинавської музичної школи. Однак Гаде не був вражений творами Гріга та спонукав його написати симфонію (єдину в доробку Гріга, над якою він працював протягом року). Суттєвіший вплив на Гріга справили датські митці — письменник Г. Х. Андерсен, музиканти Еміль Горнеман, Август Віндінг. Навесні 1864 р. познайомився із молодим композитором Рікардом Нурдроком, засновником музичної спілки «Евтерпа». Ентузіаст норвезької музики, Нурдрок надихнув Гріга розвивати індивідуальний стиль.

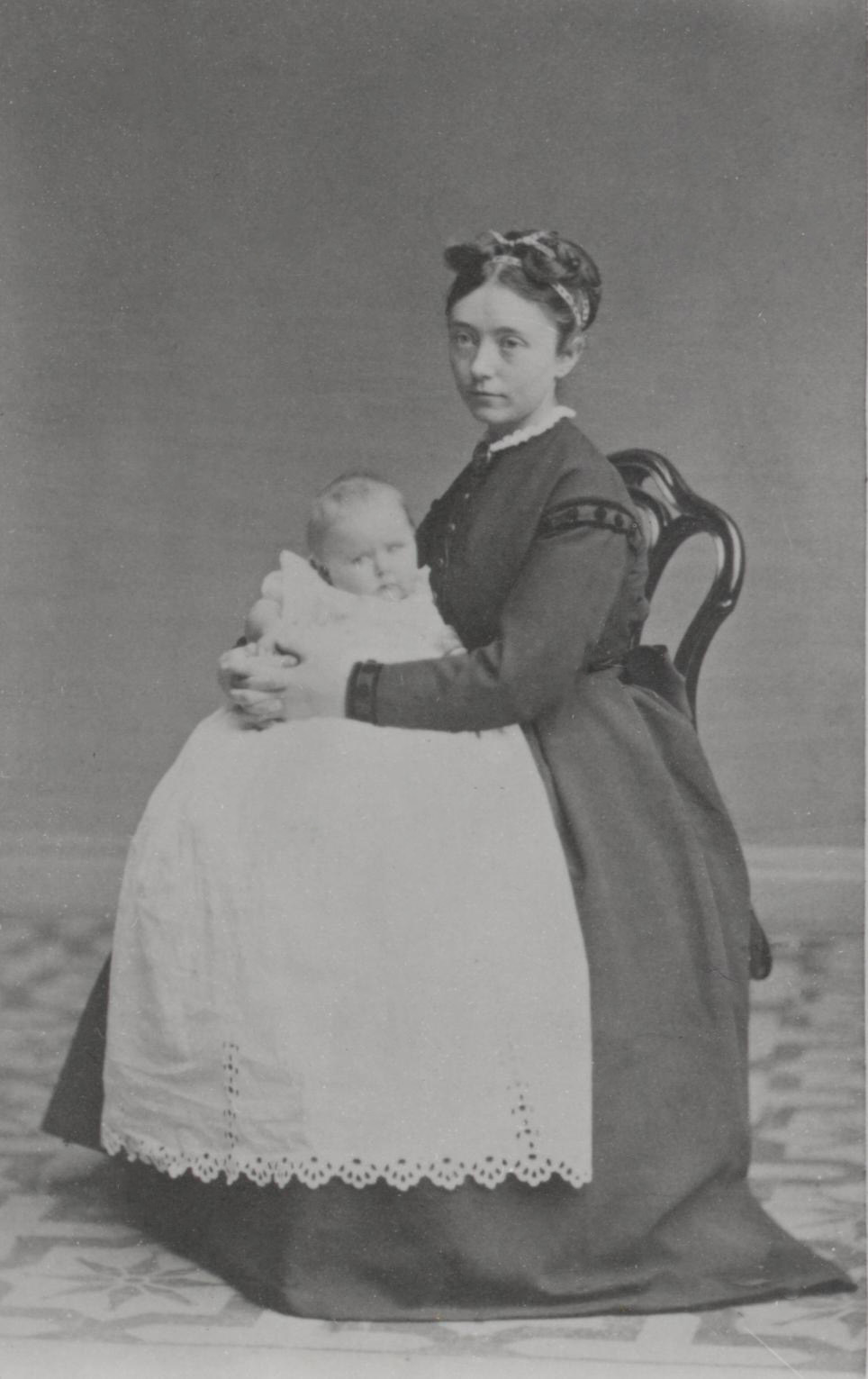
Ніна Гріг із донькою Александрою

У Данії Гріг познайомився із Ніною Хагеруп (1845—1935), донькою відомої артистки та Германа Хагерупа, рідного брата Гесіни Хагаруп-Гріг (Ніна таким чином була двоюрідною сестрою Едварда). Ніна була піаністкою та співачкою (мецо-сопрано), стала головною виконавицею романсів Гріга. Попри фінансові негаразди та незадоволення батьків, Едвард Гріг та Ніна Хагеруп побралися 11 червня 1867 р. у Копенгагені (через три роки після заручин).
У 1865 р. восени відбувся концерт Гріга в Лейпцигу. Навесні 1866 р. Гріг поїхав до Рима і там отримав звістку про смерть Нурдрока. Едвард Гріг написав в листі батькові Нурдрока: «Ми сподівалися разом працювати над розвитком нашого національного мистецтва. Цьому не судилося статись. Але я дотримаюся того, що йому обіцяв: його справа буде моєю справою, його ціль — моєю ціллю». У Римі Гріг познайомився з Генріком Ібсеном.
15 жовтня 1866 р. Гріг дав перший концерт у Крістіанії. Місяцем раніше вийшла друком стаття композитора та піаніста Отто Вінтер-Ельма «Про норвезьку музику та деякі твори Едварда Гріга». Після вдалого дебюту, Гріг та Вінтер-Ельма організовують педагогічну «Музичну академію». Гріг вважав, що молоді композитори мають не копіювати творчу манеру класиків, а вчитися у них глибині та довершеності втілення їхніх задумів. Викладачами «Музичної академії» були Вінтер-Ельм (композиція і читання партитур), Крістіан Каппелен, скрипаль Гудбранд Бьон, віолончеліст Ханс Нільсен. Та заклад припинив існування восени 1869 р. через брак фінансування. Із осені 1866 р. працював диригентом Крістіанійської філармонійної спілки. Протягом сезону вдалося провести три симфонічні концерти. І в цій справі не обійшлося без складнощів — оркестр водночас мав працювати в театрі, проводив репетиції нерегулярно, із деякими музикантами Гріг мав додатково вчити їхні партії. 1873 р. планували проводити ранішні недільні концерти — та в місцевій газеті з'явилося звернення до поліції, адміністрації спілки з проханням звернути увагу на дотримання правил порядності, християнської моралі. На концертах виконували твори Гріга, Нурдрока, Х'єрульфа, виступила Агата Баккер-Грьондаль. Незважаючи на це, зацікавленість публіки зменшувалася, виступи були комерційно неуспішними. Едвард Гріг почав давати приватні уроки. 10 квітня 1868 р. народилася його єдина донька Александра. Для творчості лишався час тільки під час літньої відпустки. Із початком нового сезону міська влада не задовільнила клопотання щодо надання приміщення філармонійній спілці, деякі музиканти відмовилися надалі брати участь у концертах. У цей важкий час підтримку Гріг отримав в листі від Ференца Ліста. Навесні 1869 р. сім'ю спіткало горе — у віці 13-ти місяців померла їхня донька.

### 1870-ті
Восени 1869 року Гріг виїхав в Італію. Там відбулася зустріч із Ференцом Лістом. Натхненний спілкуванням з однодумцем, Гріг відновлює концертну діяльність в Крістіанії з ентузіазмом. Цього разу він ретельніше підбирає склад оркестру, приділяє більше уваги популяризації концертів в пресі. Партнером Гріга у Музичній спільноті став Йухан Свенсен, видатний виконавець та суспільний діяч, досвід якого допоміг успішно провести концертний сезон 1873—1874 рр. У 1874 р. Гріг та Свенсен отримали державну пожиттєву стипендію в 1600 крон.
Едвард та Ніна Гріг, отримавши матеріальне забезпечення, переїжджають до Бергена. Надалі Гріг проживав кілька місяців вдома, пишучи музику, а решту часу проводив активну концертну діяльність в Крістіанії, а також Німеччині, Польщі, Угорщині, Англії та Франції. 1876 р. помирають батько й матір композитора. Переживаючи екзистенційну кризу, Гріг знаходився в процесі пошуку нових творчих форм. У листі 13 серпня 1877 до Маттісона-Хансена Гріг пише: «Що не день я все більш не задоволений собою». Наступний рік Гріг прожив у селянському будинку біля фьорда Хардангер, займаючись рибальством, досліджував побут місцевих мешканців та народну музику (раніше був знайомий із фольклором більше по літературних обробках, записах). Зустрічався зі скрипалями Уле Мусафінном, Ларсом Кінсарвіком.
У 1880—1882 рр. пропрацював диригентом спілки «Гармонія» в Бергені. У 1882 р. диригент видавництва Peters Макс Абрахам купує права на публікацію творів Гріга із зобов'язанням щорічних виплат. У 1884—1885 рр. у місцевості Нессет в передмісті Бергена Гріг побудував садибу Тролльхаугеном — «холм тролів». Внизу, біля самого озера розмістився маленький робочий будиночок в одну кімнату з піаніно.
У 1888 р. познайомився із Петром Чайковським. Російський композитор писав: «Можливо у Гріга майстерності менше, ніж у Брамса, стрій його гри менш піднесений, цілі й прагнення не такі широкі, а претензії на бездонну глибину, здається, зовсім нема, — проте він нам ближчий, він нам зрозуміліший і споріднений, бо він глибоко людяний…». Між композиторами склалися дружні відносини, пізніше вони обмінювалися партитурами своїх творів та листувалися.
Гастролі в Лондоні та в Парижі пройшли з величезним успіхом. Гріг став почесним доктором Кембриджського і Оксфордського університетів. Основними рисами Грига—виконавця та диригента були лірична свобода, простота висловлювань. За словами А. Рубінштейна, Гріг володів талантом «другого творення» — в його інтерпретації музика набувала нових рис. Едвард Гріг не міг вражати публіку віртуозністю гри або силою звука, оскільки на концертах він швидко втомлювався. Натомість його грі були характерні тонка розстановка акцентів, глибокий психологізм. Французький біограф Гріга Е. Клоссон зазначав: «Він вкладав у свою гру стільки душі, стільки почуття, що повертався в артистичну повністю виснаженим».
Едвард Гріг проявляв свою громадянську позицію, відмовивши у концерті в Парижі через справу Дрейфуса та в Петербурзі через російсько—японську війну. Лист диригенту Е. Колонну Гріг опублікував через газету «Figaro»: «Як і всі люди нефранцузької нації, я обурений несправедливістю в вашій країні і тому відчуваю себе неспроможним вступати в будь-які відносини із французькою публікою».
1898 року Гріг організував у Бергені перший Норвезький музичний фестиваль. Святкування шістдесятиріччя Гріга було відзначено на загальнонаціональному рівні, у Бергені концертні програма тривала кілька днів. У 1903 році він записав свої фортепіанні п'єси на 78-rpm грамофонні платівки; ці історичні записи були перевидані на LP та CD і, незважаючи на низьку технічну якість, дають уявлення про високу артистичну майстерність музиканта.
Едвард Гріг спілкувався зі скрипалем Шлю Хельгеланном, Улафом Му, народною виконавицею на ланглейці Беріт з Пюнтена.
Хвороба прогресувала, в 1906—1907 р. в композитора лишалося мало сил для композиторства. На вересень 1907 р. він запланував концерт в Англії, та 2 вересня йому стало гірше. Зранку 4 вересня Едвард Гріг помер у себе вдома. Похорон відбувся 9 вересня та став днем національної скорботи.

## Творчість

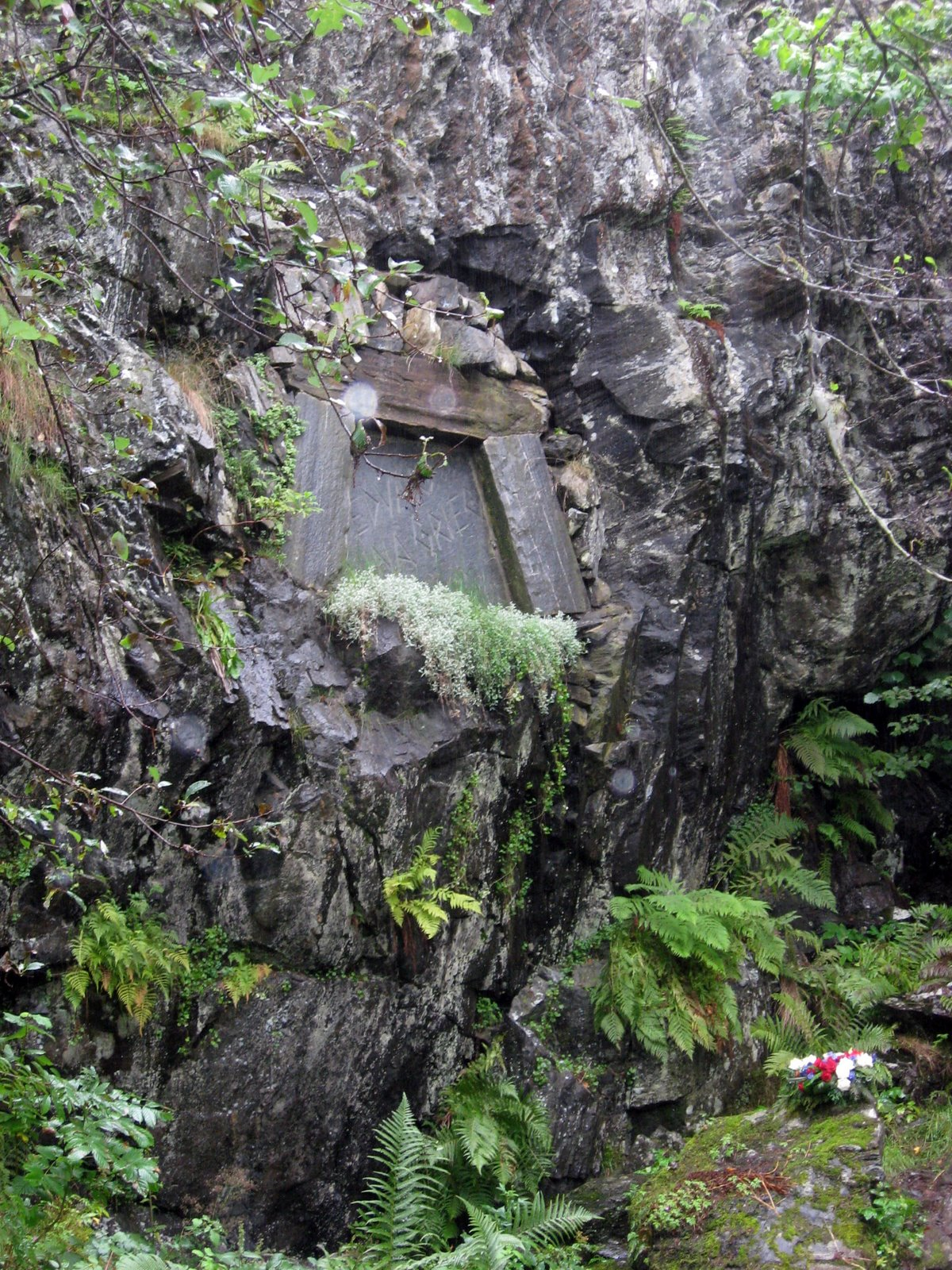
Могила Едварда Гріга у скелі поблизу Тролльхаугена

Гріг був композитором яскравого національного типу. Творчість Едварда Гріга потрібно розглядати в контексті розвитку мистецтва Норвегії ХІХ століття — після здобуття незалежності від Данії в 1814 році. Засновниками композиторської школи Норвегії виступили Уле Булль, Хальфдан Х'єрульф та Рикард Нурдрок. Петерс Крістен Асб'єрнсен та Юрген Му уклали збірку норвезьких народних казок — у їх числі були сюжети, покладені в основу «Пер Гюнта». Гріг запозичував також старовинні балади, сюжети «Старшої і Молодшої Едди» (мелодрама «Бергліот» та незавершена опера «Улаф Трюгвасон»). Композитор звертався до народних жанрів пісні пастухів «lokk» (op. 66 у збірці пісень, фортепіанні п'єси «Хлопчик-пастух» та «Вечір у горах»), любовних пісень («Пісня нареченого», «Юний Уле»). Використовував характерні особливості танцювальної музики (гостру пунктирну ритміку) у жанрах гангар — парний спокійний танок (op. 54), спрінгданс (від слова «стрибати») із різким зміщенням сильної долі на другу або третю долю такту, також халлінг — сольного танця, в якому чоловіки показували свою спритність (op. 17 та op. 35). Впливу ладової перемінності народної музики присвятив своє дослідження Даг Шьєльдерут-Еббе «Гармонія Гріга»: «…терцовий тон народної гамми часто є нестійким, коливається між мінором та мажором. У норвезьких гаммах вживаються також й інші змінні інтервали — наприклад, великі та малі септими, чисті та збільшені кварти». Основний метод розвитку музичної теми в обробці народних мелодій у Гріга — це варіаційність: композитор лишає незмінною народну мелодію і видозмінює її завдяки зміні регістрів, збагаченню фактури, введення супровіду..
Національний характер творчості Гріга викликав критику консервативно-академічних музикантів. Представники наступного покоління, зокрема, Клод Дебюсі навпаки висловлювалися про недостатній індивідуальний внесок Гріга, вважали, що він лише «асимілював» народну музику. П. І. Чайковський в «Автобіографічному описі подорожі за кордон у 1888 р.» писав про властивість музики Гріга «завойовувати серця людей», про національну самобутність, щирість та чуйність.
Першим завершеним твором Гріга були "Варіації на німецьку мелодію", у віці 12 років він приніс ноти в школу, проте не отримав схвалення від вчителя. Імовірно, до 1859 р. разом із сестрою Ігнебьоргою були написані ще чотири п'єси для фортепіано.
Під час навчання в консерваторії юнацькі твори Гріга поділяються на поліфонічні роботи, створені під керівництвом педагогів та невеликі фортепіанні п'єси (у них відчутний вплив Шумана, Мендельсона). На слова Гейне та Шаміссо створює перші романси (op.2).
Влітку 1864 р. Гріг навідувався до Уле Булля, від нього отримав мелодію народного танцю «Нурфйорден» — за кілька років Гріг розвине цю тему в симфонічній увертюрі «Восени».
Під враженням від спілкування з Рікардом Нурдроком та іншими музикантами у Копенгагені, протягом 1865 р. створив першу скрипкову сонату, цикл «Гуморески», баллади та пісні. Цикл «Гуморески» на основі мотивів народної танцювальної музики — сільський вальс, менует, халлінг, спрінгданс — передає особливості характеру: почуття гумору, невпинну фантазію, енергійність.
Одним з найбільш репертуарних творів є фортепіанна соната e-moll op.7, сповнена щирого ліричного почуття. Якщо для сонат Бетховена був характерний динамічний розвиток циклу, то для Гріга частини сонати є окремими сценами — хоч і об'єднаними спільною темою, задумом. Майже одночасно із фортепіанною сонатою Гріг пише сонату для скрипки та фортепіано op.8. — легка і натхненна музика, що ніби втілює враження від ласкавої весняної природи. У 1860-ті роки Гріг пише 15 романсів на слова Г. Х. Андерсена, у тому числі популярний в багатьох країнах роман «Я люблю тебе».
6 квітня 1866 р., у день, коли отримав звістку про смерть свого товариша Рікарда Нурдрока, Гріг написав «Жалобний марш пам'ятіа Нурдрока». За рік Гріг переробив цей твір для виконання військовим оркестром, а у 1878 р. — для оркестру мідними духовими інструментами. Перебуваючи в Італії, Гріг також написав концертну увертюру «Восени» (на основі балади «Осіння буря»). Матеріал, зібраний в Італії, був втілений за кілька років у баладі «На Монте-Пінчіо» та в фортепіанній сюїті «Із народного життя».
Влітку 1869 року Гріг дослідив збірку народних пісень Ліндемана «Старі і нові норвезькі гірські мелодії», написав на їх основі цикл п'єс «Норвезькі народні пісні і танці».
У восьми епізодах першого циклу «Маленьких ліричних п'єс» op. 12 знайшли відображення побутових сюжет, народна фантастика, героїко-патріотична тематика. Виразність поетичного змісту музичних тем поєднується з простотою технічних методів, лаконічною формою — не дарма ці п'єси увійшли до дитячого педагогічного репертуару.
3 квітня 1869 р. у Копенгагені відбулося перше виконання фортепіанного концерту a-moll, солістом виступив Едмунд Нейперт. У листі до композитора Нейперт писав: «У суботу ваш божественний концерт пролунав у великій залі Казино. Тріумф був справді грандіозним. Вже після каденції першої частині в публіці почалася справжні буря. Три небезпечних критика — Гаде, Рубінштейн і Гартман — сиділи нагорі в ложі та аплодували з усіх сил». У Німеччині концерт виконала в лютому 1872 р. піаністка Еріка Лі-Ніссен.

### Героїко-епічна тема в творчості
Першим досвідом Гріга в сфері драматичної музики був невеликий епізод «Біля воріт монастиря» для солістів, жіночого хору та оркестру, написаний 1871 р. після подорожі в Рим. Поема Б'єрнсона «Арнльут Гелліне» розповідає про середньовічного персонажа — жорстокий закон помсти змушує його вбити батька своєї нареченої, та сам Арнльут загинув як герой на полі бою. Гріг поклав на музику ліричний епізод про долю його нареченої — після вбивства батька, дівчина переховується в монастирі.
Того ж року Гріг пише мелодраму «Бергліот» на текст Б'єрнсона. Жанр музичної драми є синтетичним, поєднує текстові декламації та музичні теми. Оркеструвати твір вдалося тільки 1885 р., коли роль Бергліот виконала норвезька артистка Лаура Гундерсен. Бергліот — дружина могутнього Ейнара, вождя селян. Коли вона дізналася, що її чоловіка та сина зрадницьки вбили, підняла селянське повстання для помсти за них.
Наступний твір Гріга — музика до драми «Сігурд Юрсальфар» була написана всього за вісім днів, пізніше перероблена в сюїту та зайняла місце в популярному світовому концертному репертуарі. «Сігурд Юрсальфар» — остання історична драма Б'єрнсона, дії розгортаються в ХІІ столітті між королем Сігурдом, який повернувся із хрестового походу та домагається першості у вирішенні державних питань у свого брата Ейстейна. Миролюбивий Ейстейн закликає припинити чвари та піклуватися про благоустрій країни. Партитура Гріга становить три оркестрові та два хорові номери. Особливо запам'ятовується патріотичний «Урочистий марш».
Кантата «Повернення на батьківщину» була присвячена відновленню давнього пам'ятника Норвегії — Тронгеймського собору Х століття. Її виконували на благочинному концерті 17 травня 1872 року. Основна частина виконувалася чоловічим хором a capella, у заключній частині вступав оркестр мідних духових інструментів із невеликим соло баритона. У 1881 р. Гріг переробив кантату, доповнивши повним оркестровим супроводом.
Робота над оперою «Улаф Трюгвасон» зупинилася через виїзд автора тексту Б'єрнсона за кордон. Натомість Гріг зайнявся написанням «Пер Гюнта», прем'єра якого відбулася 24 лютого 1876 року. Бьєрнсон вважав текст Ібсена невдалим для музичного виконання Грігом та не відповів на прохання композитора продовжити роботу над «Улафом Трюгвасоном». Тільки 1889 р. Гріг оркестрував три готові сцени опери та поставив їх в Крістіанії, Копенгагені, Лейпцигу. На цьому завершилася співпраця Гріга і Б'єрнсона.
23 січня 1874 р. Ібсен звернувся в листі до Гріга з пропозицією написати музику до драматичної поеми «Пер Гюнт». Виконання цієї роботи зайняло в Едварда Гріга більше часу, ніж зазвичай — складність полягала в складності літературного тексту, в поєднанні гостроти соціальної сатири з тонким ліризмом, філософської проблематики із норвезьким побутом. Характер музики визначає народний побут, фантастика та лірика. До складу композиції увійшли симфонічні епізоди (прелюдія, антракти), танці, мелодрами, хори та соло.
Твори «хардангерського» періоду різноманітні: перший струнний квартет g-moll, «Імпровізація на дві норвезькі народні теми», 12 норвезьких народних пісень для чоловічого хору, вокальна балада «Самотній» («В полоні гір»). Балада—монолог для баритону й струнного оркестру з двома валторнами «Самотній» написано на текст стародавньої народної пісні зі збірки Ланнстада.
Сюїта «Із часів Хольберга» була написана на честь двухсотріччя драматурга Людвига Хольберга. Форму старовинної сюїти Гріг трактує вільно, розміщує музичні номери за принципом контрастності. Прелюдія, гавот, ригодон виконані в світлих інтонаціях, відтіняють їх скорботні арія та сарабанда.
Грігу не притаманний масштаб симфоніста—драматурга, пафос та динаміка Вагнера, Ліста, Бетховена. Використовуючи в межах камерного мистецтва сонатно—симфонічні методи розвитку, Едвард Гріг створював твори великої внутрішньої сили.
Ідеалом для Гріга лишалося романтичне наближення музики до поезії. 1897 р. він писав: «Я охоче припускаю, що вплив на мене Нурдрока не був чисто музичним. Але саме за це я й вдячний йому: він показав мені, як важливо в музиці те, що не є музикою».
Пізні вокальні твори Гріга більш суб'єктивно спрямовані, дуже залежать від вправності виконавця, інтонаційної чутливості. «При створенні пісень для мене справа полягає не в тому, щоб написати музику, а в тому, щоб віддати належне потаємним намірам поета. Висунути на перший план і при цьому ще підсилити поетичний текст — ось моя задача», — писав Гріг.
Для лейпцизької газети Signale Гріг так охарактеризував свою творчість: «Митці, подібні Баху й Бетховену, зводили церкви й храми на верхівках гір. Я ж хотів би, як це висловив в одній зі своїх останніх драмах Ібсен, будувати для людей затишні помешкання, в яких вони відчували б себе щасливими. Іншими словами, я записував народну музику моєї країни. За стилем і формою я залишився німецьким романтиком шуманівської школи. Але в той же час я черпав багаті скарби в народних наспівів моєї батьківщини і з цього до сих пір не дослідженого джерела норвезької народної душі намагався створити національне мистецтво».
Список творів
- op. 1 — Чотири п'єси для фортепіано (Allegro con leggerezza D—dur, Non allegro e molto espressivo C—dur, Mazurka A—moll, Allegro con moto E—moll);
- op. 2 — Чотири пісні для контральто з фортепіано (на слова Шаміссо та Гейне);
- op. 3 — Поетичні картинки для фортепіано
- op. 4 — Шість віршів А. Шаміссо, Г. Гейне та Л. Уланда, для голосу з фортепіано;
- op. 5 — Мелодії серця на слова Г. Хр. Андерсена, для голосу з фортепіано;
- op. 6 — Гуморески для фортепіано;
- op. 7 — Соната e—moll для фортепіано;
- op. 8 — Соната для скрипки та фортепіано F-dur;
- op. 9 — Романси й балади на слова А. Мунка, для голосу й фортепіано;
- op. 10 — Чотири романси на тексти Кр. Вінтера;
- op. 11 — Восени. Концертна увертюра для великого оркестру;
- op. 12 — Маленькі ліричні п'єси для фортепіано;
- op. 13 — Соната для скрипки й фортепіано G—dur;
- op. 14 — Дві симфонічні п'єси для фортепіано в чотири руки (перекладення двох частин невиданої симфонії C-moll);
- op. 15 — Романси на слова Генріка Ібсена, Г. Хр. Андерсена, Кр. Рікардта, для голосу й фортепіано;
- op. 16 — Концерт для фортепіано з оркестром A—moll;
- op. 17 — Двадцять п'ять норвезьких народних пісень і танців в обробці для фортепіано, на мелодії зі збірки Ліндеманна;
- op. 18 — Романси й пісні на слова датських і норвезьких поетів, для меццо—сопрано або баритону;
- op. 19 — Із народного життя. Гуморески для фортепіано;
- op. 20 — У воріт монастиря. З поеми Бьєрнсона «Арнльут Гелліне». Для соло, жіночого хору та оркестру;
- op. 21 — Чотири вірші з новели Бьєрнсона «Рибалка», для голосу й фортепіано;
- op. 22 — Сігурд Юрсальфар. Музика до драми Бьєрнсона, клавіраусцуг з текстом;
- op. 23 — Пер Гюнт. Музика до драматичної поеми Генріка Ібсена;
- op. 24 — Балада в формі варіацій на норвезьку мелодію, для фортепіано;
- op. 25 — Шість віршів Генріка Ібсена, для голосу з фортепіано (Музиканти, Лебідь, До альбому, Водяна)
- op. 26 — П'ять віршів Йона Паульсена для голосу з фортепіано;
- op. 27 — Квартет G-moll для двох скрипок, альта й віолончелі;
- op. 28 — Чотири альбомних аркуші, для фортепіано;
- op. 29 — Імпровізації на дві норвезькі народні пісні, для фортепіано;
- op. 30 — Альбом для чоловічих голосів (для соло і хору) — вільна обробка народних мелодій;
- op. 31 — Повернення на батьківщину на слова Бьєрнсона, для баритона соло й хору;
- op. 32 — У полоні гір. Народна балада, для баритона соло, струнного оркестру й двох волторн;
- op. 33 — Мелодії на вірші О. Віньє для голосу з фортепіано;
- op. 34 — Дві елегічні мелодії, за віршами О. Віньє, для струнного оркестру;
- op. 35 — Норвезькі танці, для фортепіано в чотири руки;
- op. 36 — Соната для віолончелі й фортепіано, A—moll;
- op. 37 — Вальси—каприси, для фортепіано в чотири руки;
- op. 38 — Ліричні п'єси для фортепіано зошит другий;
- op. 39 — Романси (старі й нові), для голосу з фортепіано;
- op. 40 — Із часів Хольберга. Сюїта в старовинному стилі, для фортепіано;
- op. 41 — Транскрипції власних пісень, для фортепіано;
- op. 42 — Бергліот. Вірш Бьєрнсона, декламація з оркестром;
- op. 43 — Ліричні п'єси для фортепіано зошит третій;
- op. 44 — По скелях і фіордах (мандрівні спогади). Пісні для голосу з фортепіано, на слова Хольгера Драхмана;
- op. 45 — Соната для скрипки з фортепіано C—moll;
- op. 46 — Пер Гюнт. Сюїта для оркестру (обробка для концертного виконання);
- op. 47 — Ліричні п'єси для фортепіано зошит четвертий;
- op. 48 — Шість пісень для голосу з фортепіано;
- op. 49 — Шість віршій Хольгера Драхмана, для голосу з фортепіано;
- op. 50 — Улаф Трюгвасон. Сцени з незакінченої драми Бьєрнсона, для соло, хора й оркестру;
- op. 51 — Старонорвезький романс з варіаціями, для двох фортепіано;
- op. 52 — Транскрипції власних пісень для фортепіано;
- op. 53 — Дві мелодії для струнного оркестру (на теми власних пісень);
- op. 54 — Ліричні п'єси для фортепіано зошит п'ятий;
- op. 55 — Пер Гюнт. Друга сюїта для оркестру;
- op. 56 — Сюїта «Сігурд Юрсальфар», три оркестрові п'єси, в обробці для концертного виконання (розширена редакція);
- op. 57 — Ліричні п'єси для фортепіано зошит шостий;
- op. 58 — Норвегія. Вірші Йона Паульсена, для середнього голосу з фортепіано;
- op. 59 — Елегічні вірші Йона Паульсена, для середнього голосу з фортепіано;
- op. 60 — Вірші В. Крага, для середнього голосу з фортепіано;
- op. 61 — Дитячі пісні, на тексти зі збірки Нурдаля Рольфсена, для голосу з фортепіано;
- op. 62 — Ліричні п'єси для фортепіано зошит сьомий;
- op. 63 — Дві норвезькі мелодії, для струнного оркестру;
- op. 64 — Симфонічні танці (на норвезькі теми), для великого оркестру;
- op. 65 — Ліричні п'єси для фортепіано зошит восьмий;
- op. 66 — Дев'ятнадцять досі неопублікованих норвезьких народних пісень, в обробці для фортепіано;
- op. 67 — Дівчина з гір. Цикл пісень на слова Арне Гарборга;
- op. 68 — Ліричні п'єси для фортепіано зошит дев'ятий;
- op. 69 — П'ять віршів Отто Бенцона, покладених на музику для голосу з фортепіано;
- op. 70 — П'ять віршів Отто Бенцона, покладених на музику для голосу з фортепіано;
- op. 71 — Ліричні п'єси для фортепіано зошит десятий;
- op. 72 — Слотти. 17 норвезьких селянських танців для скрипки соло, оригінальний запис Йухана Хальворсена. Вільна обробка для фортепіано;
- op. 73 — Сім п'єс для фортепіано;
- op. 74 — Чотири псалми. Вільна обробка старонорвезьких церковних мелодій, для баритона соло й змішаного хору акапелла.

Без вказаного опуса (в хронологічному порядку):
- Траурний марш пам'яті Рікарда Нурдрока, для фортепіано
- Пісня моряка, на слова Бьєрнсона, для чоловічого хору акапелла;
- Одаліска співає, пісня на слова К. Бруна, для голосу з фортепіано;
- Принцеса, на слова Бьєрнсона, для голосу з фортепіано;
- До 60—річчя генерального консула Крістіана Тьонберга, слова Й. Бьога, для голосу з фортепіано;
- Шість норвезьких гірських мелодій, в обробці для фортепіано;
- Друга фортепіанна партія до сонат Моцарта

## Аудіо
- Концерт ля мінор. Перша частинаⓘ
- Концерт ля мінор. Друга частинаⓘ
- Концерт ля мінор. Третя частинаⓘ